# Antonelli (famiglia)
Gli Antonelli sono stati una famiglia comitale italiana. Originari di Gubbio, si insediarono già nel XIII secolo a Pergola per poi dividersi in molteplici rami nell'Italia centrale.

## Storia
Le origini della famiglia si fanno risalire ad un Antonello di Gubbio, possidente del castello di Santa Colomba e del suo distretto. Nel 1250 vendette il feudo al libero comune della Pergola, dove si trasferì con altri nobili costituendo così una «colonia degli eugubini» nel pesarese. Qui, nel XVI secolo, fecero costruire un grandioso palazzo nel centro storico.

### Ramo dell'Aquila
Uno dei rami familiari si insediò nell'Abruzzo Ultra dove ottenne, già nel XIII secolo, la baronia di Forcella, nei pressi dell'odierna Preturo. Dal contado, gli Antonelli si trasferirono ben presto all'Aquila, nel quarto di San Giovanni, conseguendo ulteriore prestigio mediante la compravendita di feudi; in particolare, nel XVI secolo, acquisirono Collepietro e Rocca di Cambio dai Carafa nonché Civitatomassa, Rocca Santo Stefano, Roio e Sassa dai Medina.
In questo periodo inoltre, su impulso di Camillo e Marino Antonelli, fu edificato il monumentale palazzo Antonelli di via Roio, poi ristrutturato nel XVIII secolo ad opera dell'architetto di scuola romana Sebastiano Cipriani. Gli Antonelli realizzarono all'Aquila altri complessi residenziali, quali il palazzo Antonelli in piazza Fontesecco e quello in via Sassa. Il casato partecipò inoltre alla decorazione della chiesa di San Filippo con la realizzazione della cappella Antonelli, o dei Re Magi, impreziosita da importanti dipinti di Lazzaro Baldi.
Nei secoli seguenti, la famiglia mantenne una primaria importanza nella vita politica ed economica della città, esprimendo esponenti nella Camera aquilana e nominando numerosi Magistrati.

### Ramo di Pesaro
Pier Giorgio Antonelli, originario dell'Aquila, si stabilì a Pesaro nel XV secolo, dando vita ad un secondo ramo familiare che poi fu fregiato del titolo di Conte. A questa diramazione appartennero forse i fratelli Giovanni Battista e Battista Antonelli, ingegneri ed esploratori nelle Americhe per conto di Filippo II di Spagna.

### Ramo di Senigallia
Un ulteriore ramo familiare fu ascritto al patriziato di Senigallia nel 1622. Filippo Antonelli, rivendicando un credito pervenuto dalla dote della nonna materna Ginevra Ubaldini, acquisì nel 1701 la contea di Colle degli Stregoni presso Apecchio. Sul finire del XVII secolo, Francesco Antonelli — figlio di Filippo e castellano della Rocca Roveresca di Senigallia — edificò un castello in località Brugnetto, sui ruderi di una villa romana e sui resti di un monastero del XII secolo.
Nicolò Maria Antonelli, figlio di Francesco, fu segretario di papa Clemente XIII e divenne cardinale nel 1759. Trasformò il castello di Brugnetto nell'attuale Palazzo Antonelli Castracani Augusti e tornò poi a Gubbio, città d'origine del casato, nel 1769. Nipote di Niccolò è Leonardo Antonelli che divenne anche lui cardinale nel 1775; dalla diramazione umbra del ramo di Senigallia discenderebbe inoltre Ennio Antonelli, vescovo di Gubbio nel 1982, arcivescovo di Firenze nel 2001 e cardinale nel 2003.

### Ramo di Sonnino
A differenza dei precedenti, il ramo degli Antonelli di Sonnino ebbe origini modeste, derivando dall'imprenditore Domenico Antonelli, l'ingresso della famiglia nelle grazie del cardinale Giovanni Francesco Albani fu determinante per l'assegnazione di forniture e appalti governativi, i quali affiancati da fortunate speculazioni immobiliari consentirono agli Antonelli di accumulare immensa ricchezza, i discendenti di Domenico acquisirono prestigio in modi differenti: mediante vincolo matrimoniale, la figlia Rosalia si unì alla famiglia Sanguigni e il figlio Filippo alla famiglia Dandini. Un altro figlio, Giacomo Antonelli, fu creato cardinale da papa Pio IX; quest'ultimo edificò un grandioso palazzo di famiglia a Roma, in largo Magnanapoli, e assieme ai fratelli ottenne il titolo di Conte nel 1850 tramite acquisizione dalla ormai estinta famiglia degli Antonelli di Senigallia (1811), fu uno dei protagonisti che segnarono le vicende dell'Unità d'Italia e dominò per trent’anni la vita politica dello Stato della Chiesa fino alla conquista di Roma nel 1870. Appartennero alla stessa famiglia il conte Pietro Antonelli, protagonista della politica crispina di espansione coloniale in Africa e Paola dei conti Antonelli, moglie del noto imprenditore Enrico Piaggio.

## Blasonatura
La blasonatura della famiglia Antonelli, per quanto riguarda il ramo dell'Aquila, è la seguente: d'azzurro alla fascia di rosso caricata da una stella di argento ed accompagnata da altre tre stelle di oro di sei raggi, due nel capo ed un in punta.
Relativamente ai rami di Senigallia e Roma (quest'ultimo derivante dal ramo di Sonnino) è: d'azzurro alla sirena di carnagione codata di verde, movente da un mare d'argento ombrato di azzurro in atto di suonare una tromba d'oro e fissante una cometa dello stesso ondeggiante in banda nel canton destro del capo. Un ulteriore blasone per il ramo romano è il seguente: D'azzurro alla fascia d'argento accompagnata in capo da un semivolo ed in punta da 3 pali; il tutto d'argento.

## Residenze

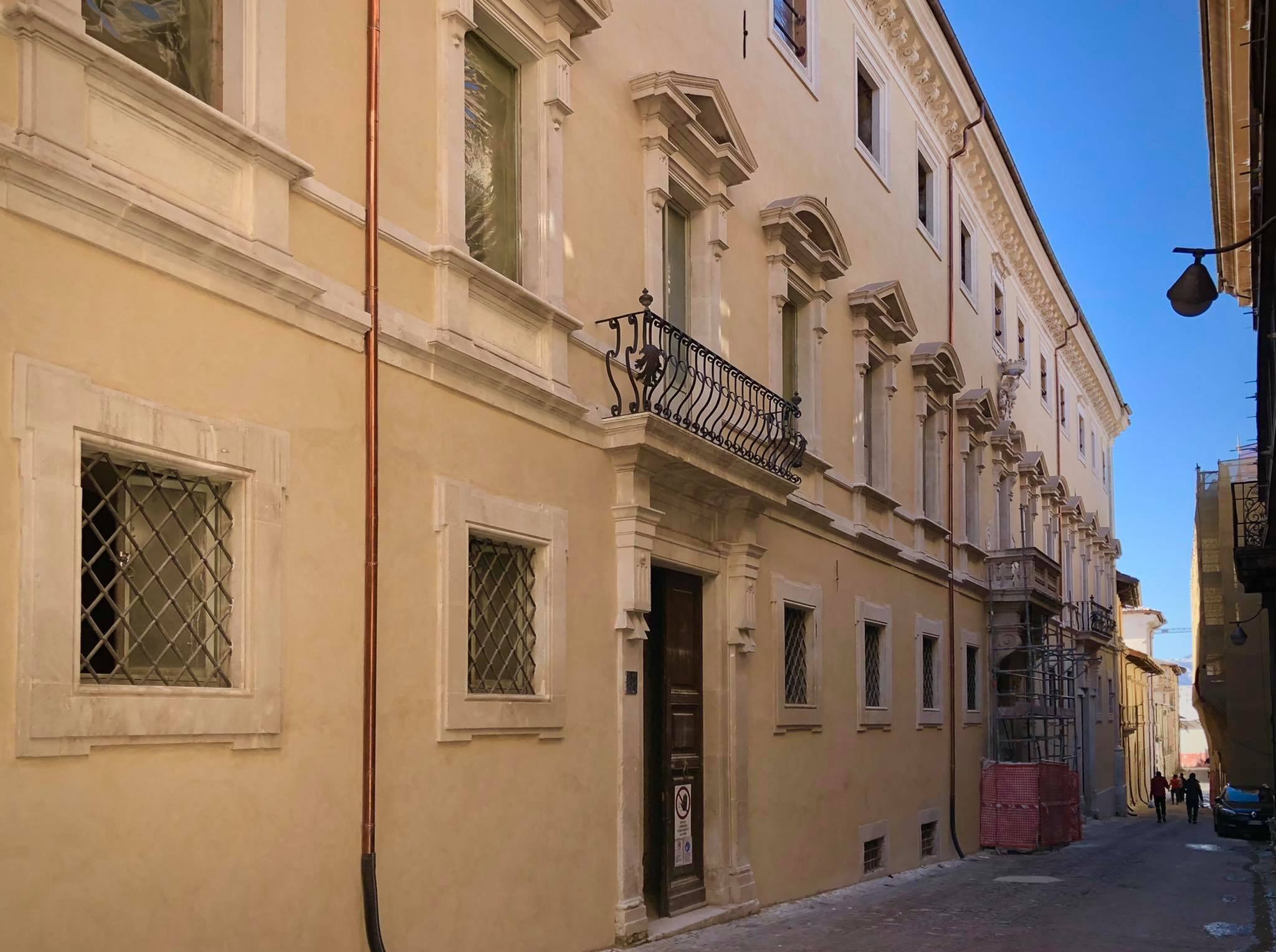
Il Palazzo Antonelli Dragonetti de Torres all'Aquila.

Di seguito è riportato un elenco non completo delle dimore abitate dalla famiglia Antonelli:
- Palazzo Antonelli a Pergola (PU);
- Palazzo Antonelli Dragonetti de Torres in via Roio all'Aquila;
- Palazzo Antonelli in piazza Fontesecco all'Aquila;
- Palazzo Antonelli Castracani Augusti, detto «delle Cento Finestre», a Brugnetto di Trecastelli (AN);
- Palazzo Antonelli in largo Magnanapoli a Roma.

## Personaggi illustri
- Nicolò Maria Antonelli (Pergola, 8 luglio 1698 – Roma, 25 settembre 1767): cardinale e orientalista;
- Leonardo Antonelli (Senigallia, 6 novembre 1730 – Senigallia, 23 gennaio 1811): cardinale e vescovo;
- Giacomo Antonelli (Sonnino, 2 aprile 1806 – Roma, 6 novembre 1876): cardinale e segretario di stato di papa Pio IX;
- Pietro Antonelli (Roma, 29 aprile 1853 – Roma 11 gennaio 1901): politico, esploratore e diplomatico.